# Casewise Corporate Modeler Suite

## Описание
Casewise Corporate Modeler Suite — программный продукт британской компании Casewise для моделирования архитектуры организации.
Основным преимуществом данного продукта является независимость от нотаций, то есть возможность использования любой удобной методологии отображения архитектуры организации, что позволяет свести к минимуму привлечение сторонних аналитиков в области бизнес-моделирования.

## Методология Casewise Framework
Casewise Framework – модель для описания архитектуры предприятия, созданная на основе предложенной Д. Закманом методологии описания IT-архитектуры предприятия. В настоящее время эта методология используется в 20% случаев описания архитектуры организации. В 32% случаев предприятия предпочитают использовать собственную методологию.
Использование данной методологии представляется особенно удобным в таких сложных проектах, как:
- оптимизация бизнес-процессов;
- реорганизация бизнеса;
- внедрение EAI / Workflow,
- внедрение ERP & CRM-систем;
- внедрение системы менеджмента качества;
- проектирование, разработка и внедрение системы сбалансированных показателей [1].

Модель представляет собой структуру, которая  делится по вертикали и горизонтали. 
По вертикали происходит деление в соответствии с шестью основными аспектами моделирования, каковыми являются:
- Мотивация («Почему?»);
- Процессы («Как?»);
- Люди («Кто?»);
- Местоположения («Где?»);
- Данные («Что?»);
- Время («Когда?»).

По горизонтали деление происходит на основании уровней моделирования:
- Уровень бизнеса - описывает объекты, с которыми имеют дело руководители компании: стратегия, миссия компании, ключевые направления деятельности компании, подразделения, ключевые данные, события;
- Уровень организации – описывает объекты, детализирующие уровень бизнеса. Здесь не уделяется особого внимания системным или физическим ограничениям;
- Уровень систем – описывает работу организации с учётом ограничений, накладываемых бизнесом и ИТ. Этот уровень показывает, как в дальнейшем модели уровня организации будут воплощены в действующие системы;
- Уровень технологий - детально описывает применяемые в организации технологии;
- Уровень деталей – описывает такие объекты, как сети, люди, компьютерные программы, базы данных.

Одним из преимуществ данной методологии является не только то, что регламентируются правила создания модели, но одновременно закладывается последовательность действий по созданию модели, что, часто, вызывает большие затруднения в процессе работы с моделью. 
К каждой ячейке прилагаются стандартные шаблоны и примеры диаграмм, которые можно сразу использовать при создании модели, но эти правила создания конкретных диаграмм могут определяться и проектной командой в зависимости от потребностей проекта, от того, с какой методологией до этого приходилось работать организации, от того, к какому виду диаграмм привыкли в этой организации. Важно отметить, что создатели Casewise Framework подчеркивают возможность внесения изменений в методологию в соответствии с потребностями проекта для достижения наивысших результатов .

## Статьи по Casewise Corporate Modeler в интернете
- Современные технологии бизнес-моделирования и анализа
- Бизнес-моделирование: задачи и инструменты
- Практика автоматизации бизнес-процессов